# 我的戰爭 (歌曲)
〈我的戰爭〉（日语：僕の戦争）是日本樂團神聖放逐樂隊的第15首單曲暨第6首配信限定單曲，分別於2020年12月8日和2021年2月22日由波麗佳音發行TV版和完整版。

## 概要
〈我的戰爭〉為繼2019年的〈毎天都是新聞〉（毎日がニュース）後，神聖放逐樂隊的第15首單曲暨第6首配信限定單曲，也是電視動畫《進擊的巨人》最終季第一部分的片頭曲。神聖放逐樂隊繼第二季片尾曲〈黃昏之鳥〉後再次參與該動畫的樂曲製作。與〈黃昏之鳥〉一樣，〈我的戰爭〉的封套由《進擊的巨人》的原作者諫山創繪製，為一拿著步槍，身穿學生制服和彈藥包的女生站在教室的正中央。諫山創接受Natalie採訪時說：「作為神聖放逐樂隊的忠實粉絲，我非常高興看到片頭曲由他們操刀譜製。[…]（〈我的戰爭〉）聽起來就覺得很神聖，我最喜歡能激發我想像力的歌曲了」。
在官網的訪問中，表示〈我的戰爭〉是一首混合了神聖放逐樂隊所有風格的曲子，包括激烈、深奧微妙、搖滾和優美。而由於事前製作方給予了大量預算的關係，他也得以將夢寐以求的交響樂融入進歌曲。隨後表示諫山創與樂隊有著很多共通點，因此與〈黃昏之鳥〉一樣，很容易便能達成這次合作，也得以與《進撃的巨人》最終季的黑暗風格相聯繫。因2019冠狀病毒病疫情引起的封城亦影響了〈我的戰爭〉的曲風，表示自己在2020年和之後的時間都處於精神情緒不穩定的狀態，但他亦指好處是能把它反映到其工作中。對於海外觀眾對〈我的戰爭〉背景音的解析，在一次直播中表示該段只是自己用樂蘭牌合成器，在10分鐘之內想出的無意義「咒文」，而不是海外觀眾猜測的西班牙文「生命萬歲」（la vi-vida）或「即使孤獨一人也要活下去」（La vida sola vi-vivirás），也不是英文的「正義」（Justice）或「怪物」（Monster）。
〈我的戰爭〉的公開日期並沒有事前公佈，而是無預警地在2020年12月6日，即動畫第一集播出當天發行。神聖放逐樂隊隨後在同月27日在假東京都澀谷區LIQUIDROOM舉行的「Net Generation.'20」上首次演唱此曲。

## 反響
〈我的戰爭〉的中毒性旋律和與《進撃的巨人》世界觀相匹配的歌詞曲風使之成為熱門話題，其在YouTube上的TV版MV發佈僅一天便錄得超過100萬次觀看，更在一個月後突破2000萬大關，而在Spotify上的TV版本亦達到1500萬的播放數。

### 排行榜成績
2021年2月22日發行完整版當天，〈我的戰爭〉於Oricon單曲下載量日榜上錄得8,919次下載數，且在初登榜時便奪得桂冠，接續亦以3,330次下載數連莊兩天。此後於3月8日公佈的2月22日至28日單曲下載量週榜中，〈我的戰爭〉在Billboard Japan Download Songs和Oricon的單曲下載量週榜中皆錄得約1.8萬的下載數，分別獲得冠軍和亞軍。此外該曲也在Billboard Japan Heatseekers Songs取得首位。

## 收錄曲目
作詞/作曲：，編曲：海野惠（海野恵），歌詞翻譯：Kuo Yu
我的戰爭（TV版）
1. 我的戰爭（TV版）[1:30]

我的戰爭
1. 我的戰爭 [4:40]
2. 我的戰爭（Instrumental） [4:40]

## 工作人員名單
| - 神聖放逐樂隊 - （人聲，吉他，聲碼器） - mono（鍵盤，聲碼器） - （鼓） - 管弦樂 - 柴由佳子（Chi-na，第一小提琴） - yusa（第二小提琴） - 山本昌史（低音提琴） - 須田朱音（單簧管） - 宮原日菜子（宮原ひなこ，長笛/短笛） - 座光寺基光（小號） - shinya（長號） - 劔樹人（低音提琴） - 松崎簓（松崎ささら，女高音） - 志村美土里（中音） - 志村一繁（男高音） - 佐佐木武彥（佐々木武彦，男低音） | - 音效 - 餅田伸也（ONNMAYT，音響技師） - 萩谷槙雄（萩谷まきお，Perfect Music，錄音師） - 金井亮（Victor Studio，錄音師） - 近藤圭司（SIGN SOUND LLC，混音師） |

## 外部連結
- 官方网站
- 波麗佳音官方播送網站
  - TV版 （页面存档备份，存于）
  - 完整版本 （页面存档备份，存于）